# Leo Huberman
Leo Huberman (Newark, 17 ottobre 1903 – Parigi, 9 novembre 1968) è stato un insegnante e scrittore statunitense di orientamento socialista.

## Biografia
Penultimo di 11 figli, di cui 6 morti prima della sua nascita il 17 ottobre 1903; i genitori appartenevano a quella parte dell'aristocrazia operaia assimilata, poi, nel ceto medio. Frequenta le scuole pubbliche a Newark alternando a queste il lavoro notturno in una fabbrica di celluloide e si diploma a 16 anni, prendendo dopo altri 2 anni il diploma di maestro elementare. Sposatosi nel 1925 con una compagna di scuola del liceo, si dedica a tempo pieno all'insegnamento, frequentando di pomeriggio l'Università di New York, presso la quale si laurea nel 1926. Trasferitosi a New York City, inizia l'attività di scrittore e pubblicista con l'Editore Harper and Brothers, mantenendosi insegnando in una scuola sperimentale privata. Dedica le serate e le vacanze all'insegnamento nelle scuole per lavoratori. Nel 1949 fonda con Paul Sweezy la rivista Monthly Review, di cui sono anche gli editori, che diviene in breve il punto di riferimento per i marxisti statunitensi. Inizia, poi, una serie di viaggi in tutto il mondo per acquisire di persona notizie sulle differenti situazioni economico-sociali; il successo della rivista e l'intensificarsi della sua attività lo portano, nel 1953, davanti alla Commissione McCarty, dove si rivela un teste particolarmente ostile. Fonda successivamente la casa editrice MR Press con l'aiuto di alcuni amici, e con la pubblicazione di una settantina di titoli di autori da tutto il mondo, la porta ad un livello di altissima qualità. Sulla Monthly Review, di cui è direttore, continua sino alla morte, avvenuta per infarto il 9 novembre 1969, la sua attività di saggista socialista marxista per il superamento del capitalismo, sistema che considera e definisce sempre ingiusto, immorale, irrazionale.